# Wiktoria Ludwika de France
Wiktoria Ludwika Maria Teresa de France, znana też jako: Madame Victoire (ur. 11 maja 1733 w Wersalu, zm. 7 czerwca 1799 w Trieście) – francuska księżniczka. Była siódmym dzieckiem i piątą z kolei córką króla Francji Ludwika XV i jego żony, księżniczki polskiej Marii Leszczyńskiej.

## Wczesne życie
Znana również jako Madame Quatrième, po śmierci swojej starszej siostry – Marii Ludwiki (19 lutego 1733). Wiktoria została czwartą z kolei po Madame Adelajdzie i Madame Henriecie, córką królewską przebywającą na dworze królewskim w Wersalu. Jednak nie była tam szczęśliwa, ponieważ tak jak wszystkie jej siostry spędziła dzieciństwo w opactwie w Fontevraud-l’Abbaye. Po śmierci matki zajmowała się plotkowaniem, muzyką i knuciem intryg, tak też prowadziła życie w Wersalu aż do wybuchu rewolucja francuskiej. Wiktoria była bardzo zżyta z rodzeństwem, a przede wszystkim ze swoją starszą siostrą Adelajdą, która nie opuściła jej aż do śmierci.
Była żarliwą przeciwniczką ostatniej oficjalnej metresy ojca, Madame du Barry. Gdy arcyksiężniczka Maria Antonina przybyła do Wersalu, aby poślubić bratanka Wiktorii – Ludwika-Augusta i zostać delfiną Francji, wraz z siostrą Adelajdą postanowiła nastawić ją przeciwko Madame du Barry, co się jej udało. Nawet, kiedy cesarzowa Maria Teresa namawiała córkę do lepszego traktowania metresy królewskiej, nie zmieniło to zdania Marii Antoniny o du Barry.

## Rewolucja Francuska i ucieczka z Francji

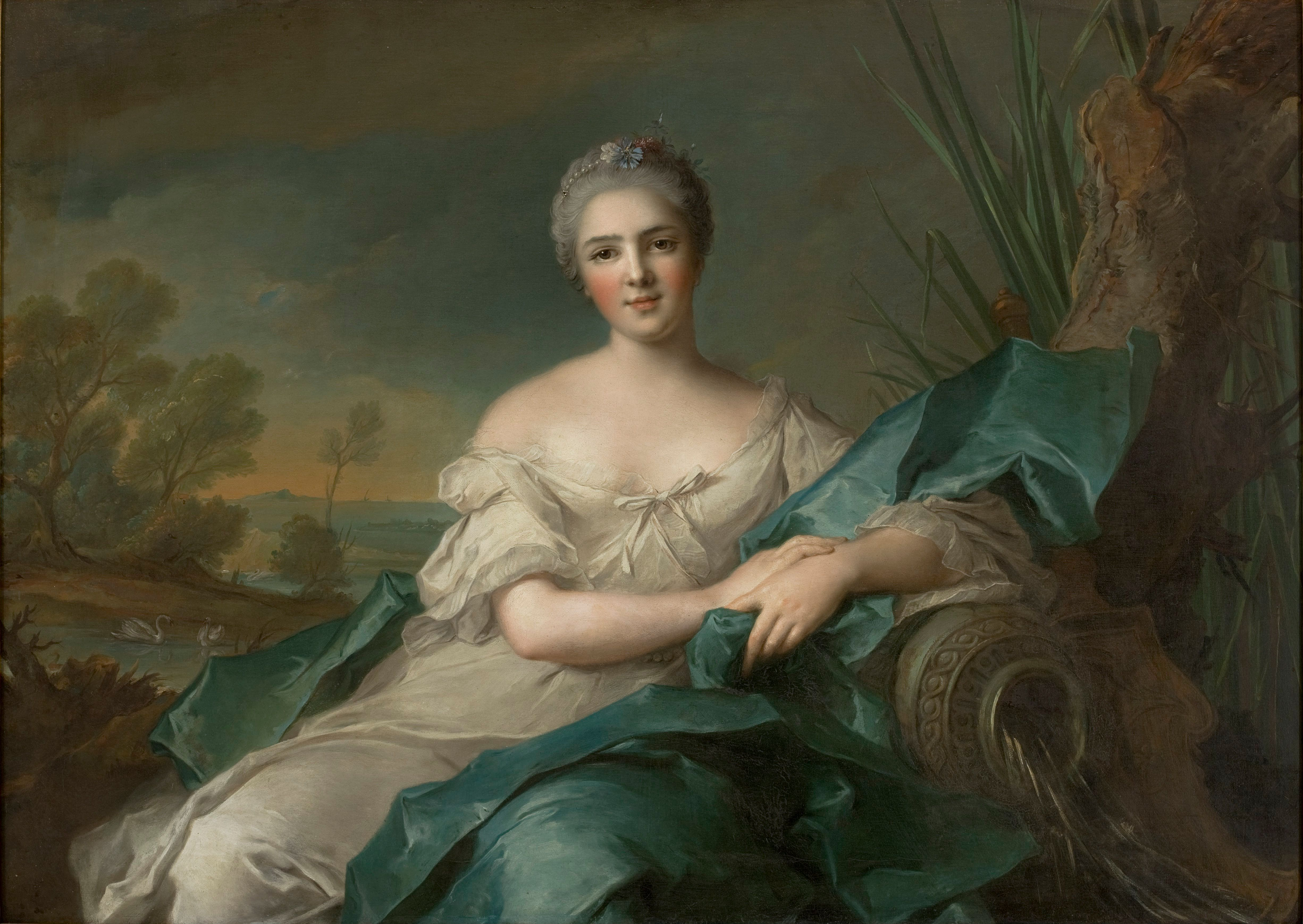
Jean-Marc Nattier, 1751

Po wybuchu rewolucji francuskiej, Wiktoria wraz z Adelajdą uciekła z Wersalu do Château de Bellevue (6 października 1789 roku). Kiedy rewolucja rozszalała się na dobre, bojąc się o życie, Wiktoria i Adelajda uciekły do Włoch, gdzie zostały aresztowane i zatrzymane na parę dni w Arnay-le-Duc.
We Włoszech, w Turynie, odwiedziły swoją bratanicę, Marię Klotyldę – siostrę Ludwika XVI, i pojechały do Rzymu (16 kwietnia 1791). Kiedy we Francji rewolucja francuska osiągnęła apogeum, Wiktoria i Adelajda podróżowały. Dotarły do Neapolu, gdzie serdecznie przyjęła je Maria Karolina Habsburg, siostra Marii Antoniny, ówczesna królowa Neapolu. Z Neapolu udały się na Korfu, a w końcu osiadły w Trieście, gdzie Wiktoria chciała zakończyć wieloletnią tułaczkę. Niedługo cieszyła się spokojem po podróży – choroba, na którą cierpiała od dawna, nasiliła się i ciężko chora Wiktoria, całkowicie opadła z sił, resztę życia spędziła bez ruchu w łóżku. Cały czas opiekowała się nią ukochana siostra, która została przy niej aż do końca (7 czerwca 1799).
Wiktoria zmarła w wieku 66 lat, na raka piersi. Adelajda zmarła rok później w Rzymie. Ich ciała przewieziono na rozkaz bratanka, ówczesnego króla Francji Ludwika XVIII do bazyliki Saint-Denis i złożono obok rodziców i rodzeństwa w krypcie królewskiej.